# Brachyramphus marmoratus
L'urietta marmorizzata (Brachyramphus marmoratus, Gmelin 1789) è un uccello marino della famiglia degli alcidi.

## Sistematica
Brachyramphus marmoratus non ha sottospecie, è monotipico.

## Distribuzione e habitat
Questo uccello vive sulle coste dell'Oceano Pacifico, dall'Alaska alla California. Raramente lo si incontra in Messico (Baja California) e in Russia.

## Galleria d'immagini

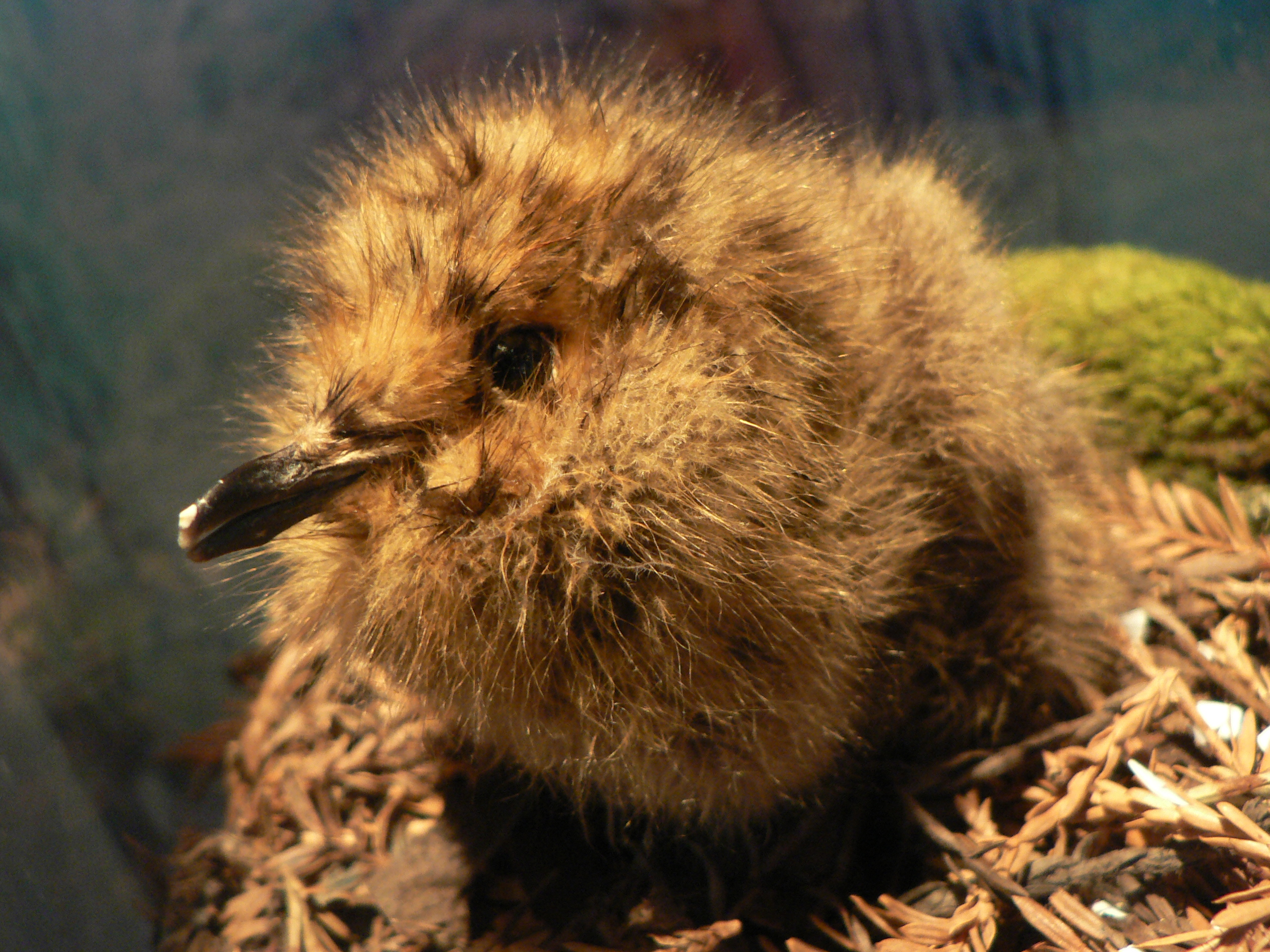
Pulcino